# Anhalts voetbalkampioenschap 1932/33
In 1932/33 werd het negentiende en laatste Anhalts voetbalkampioenschap gespeeld, dat georganiseerd werd door de Midden-Duitse voetbalbond. 
FC Viktoria Zerbst werd kampioen en plaatste zich voor de Midden-Duitse eindronde. De club versloeg Singer TuSV Wittenberge 1926 en verloor dan van Dresdner SC. 
Na dit seizoen kwam de Nationaalsocialistische Duitse Arbeiderspartij aan de macht en werd de competitie grondig geherstructureerd. De overkoepelende voetbalbonden werden afgeschaft en ruimden plaats voor 16 Gauliga's. De kampioen van Anhalt werd te licht bevonden voor de Gauliga Mitte en werd niet geselecteerd. SV Dessau was de enige club die er na twee seizoenen in slaagde om te promoveren. Dessau was niet succesvol in de competitie van Anhalt maar zou wel de Gauliga Mitte domineren met zes titels en twee vicetitels. 

## Gauliga
| Plaats | Club                    | Wed. | W  | G | V  | Saldo | Ptn.  |
| ------ | ----------------------- | ---- | -- | - | -- | ----- | ----- |
| 1.     | SV Viktoria 1903 Zerbst | 18   | 14 | 1 | 3  | 56:26 | 29:7  |
| 2.     | SV Dessau 05            | 18   | 13 | 2 | 3  | 48:24 | 28:8  |
| 3.     | SV Wacker Bernburg      | 18   | 9  | 2 | 7  | 33:32 | 20:16 |
| 4.     | SpVgg 1898 Dessau       | 18   | 9  | 2 | 7  | 38:38 | 20:16 |
| 5.     | SV 1907 Bernburg        | 18   | 7  | 3 | 8  | 45:38 | 17:19 |
| 6.     | Köthener FC Germania 03 | 18   | 6  | 5 | 7  | 29:39 | 17:19 |
| 7.     | SC Dessau 1911          | 18   | 6  | 4 | 8  | 43:44 | 16:20 |
| 8.     | SV Viktoria 1904 Güsten | 18   | 5  | 5 | 8  | 35:43 | 15:21 |
| 9.     | SV Köthen 02            | 18   | 4  | 5 | 9  | 38:45 | 13:23 |
| 10.    | SV Germania 08 Roßlau   | 18   | 2  | 1 | 15 | 31:67 | 5:31  |

|  | Kampioen, geplaatst voor Midden-Duitse eindronde en Bezirksklasse Magdeburg-Anhalt 1933/34 |
|  | Geplaatst voor Bezirksklasse Magdeburg-Anhalt 1933/34                                      |
|  | Degradatie naar 1. Kreisklasse                                                             |